# Szilágyi András (író)
Szilágyi András (Bálinc, 1904. április 25. – Budapest, 1984. december 10.) bánsági orvos, elbeszélő, riporter.

## Életútja
Temesváron járt középiskolába; orvosi diplomát Prágában, a Károly Egyetemen szerzett (1930). Itt kezdett írni: előbb expresszionista versekkel jelentkezett a pozsonyi és bécsi magyar emigráns lapokban, majd megjelent első regénye, az Új pásztor (Párizs, 1930). Hazatérve Kolozsváron telepedett le, s az egyik külvárosban nyitott orvosi rendelőt. 1932-ben egy, a Bukaresti Lapokban közölt riportsorozata után sajtóvétség címén börtönbe került. Írásait a Korunk is közölte: Méliusz Józseffel és Korvin Sándorral az 1930-as években a folyóirat legszűkebb köréhez tartozott. 1944-ben zsidó származása miatt deportálták; a dachaui koncentrációs táborban szabadult fel. Hazatérve egy ideig folytatta orvosi praxisát (Kalotaszentkirályon, illetve Várfalván volt körorvos), 1946–48 között a Világosság riportere, 1948-tól nyugdíjazásáig az Utunk belső munkatársa.

## Írói munkássága
Első regényét Gaál Gábor a lelkesedés hangján üdvözölte: „Olyan teljes és egész – írta róla –, hogy a végén majd te is felkiáltasz: ének ez? A nyomorultak éneke?… Új műfaj? S miért olyan egyszerű és ősi, ha új is? Mi ez a sok apró, ki se rajzolt, ki se írt, széles mondatokba nem tagolt, se dialógusra, se rajzra, se okoskodásra nem hangolt, versszerű és mégse vers, de mégis vers, énekszóra menő, mégse ritmusos, brutálisan durva, de selymesen szőtt, drasztikusan mindent kimondó, se fület, se szemet nem sértő, mert finom, bár állandóan öklöket ráz, és Zolánál naturalistább és piszkos és disznóganajos, mégis hárfapengésű?… Az idő harsányabb kürt. Az ő fia ez a könyv, és az idő a leghálásabb anya.” A szerző az 1955-ös újbóli kiadás előszavában Zola, Ehrenburg, Fjodor Gladkov és Móricz Zsigmond tanítványának vallja magát.
Második regényével, Az idő katonáival kapcsolatban már mérsékeltebb volt Gaál Gábor lelkesedése: a „konkrétizálást” hiányolta benne. Pedig az első regény poétikában lebegő világával szemben ez a „második poéma” – ahogy Csehi Gyula nevezte az 1966-os újbóli kiadáshoz írott bevezető tanulmányában – sokkal konkrétabban mutatja fel a kortörténeti elemeket: „az októberi forradalom hatásától a városba került falusi ifjak forradalmi iskolájáig, a tömegtüntetések és tömegharcok vázlatosan jelzett jeleneteiig”. Ez a regény is – folytatja – „közvetlen »agitációval«, az akkori divatos »montázsok« hangjával zárul. Azonban ami az elsőben az »eposzi hangvétel« és az expresszionista stílus összhangjában jelentkezett, a másodikban már elnagyoltságként mutatkozik.” Végül az író egész első pályaszakaszát így summázza: „Valóban, Szilágyi két kisregénye a formában, a szerkezetben, a költőien lendületes és ritmizált nyelvben sok mindent összpontosít keletkezésük idejének eszmei és irodalmi törekvéseiből, nagy reményeiből, rokonszenves és naiv illúzióiból, optimizmusából, de a kor mulandó irodalmi divatjaiból is.”
Írói pályája második, 1945 utáni szakaszában riportokat, az 1950-es évek végéig balos szemléletű cikkeket, tanulmányokat közölt, a kolozsvári és marosvásárhelyi írók 1956. szeptember 29–30-i tanácskozásán viszont élesen vetette fel az RMP KB küldöttei előtt a magyar nyelvű felsőfokú mezőgazdasági oktatás elsorvasztását. Ennek az időszaknak leginkább maradandó termékei A halhatatlan fűkaszás címmel kötetbe gyűjtött visszaemlékezés jellegű novellái, amelyeket Csehi Gyula „lírai memoár”-nak nevezett. A kötet utolsó írásában a szerző így vall magáról: „Búcsúzom, búcsúzunk. Hetvenéves korban, a búcsú pillanataiban és az én utolsó nyilvános szereplésem alkalmával nem illik hazudni.” Ez után a vallomásos könyv után még tíz évet élt: kórházi kezelésre utazott Magyarországra, ott hunyt el, de a kolozsvári Házsongárdi temetőben nyugszik.

## Kötetei
- Új pásztor (Párizs, 1930)
- Az idő katonái (regény, Kolozsvár, 1931; a két regény együttes újbóli kiadása Bukarest, 1955, majd Csehi Gyula előszavával Bukarest, 1966. Romániai Magyar Írók)
- Hazai képek (elbeszélések, Bukarest, 1955)
- Pista és Ilie. Egy riporter vázlatkönyvéből (Bukarest, 1958)
- Gyalogszerrel (riportok, elbeszélések, Bukarest, 1961)
- Agronómus menyecske (riportok, Bukarest, 1964)
- A halhatatlan fűkaszás (visszaemlékezések, Bukarest, 1977; újbóli kiadása Bukarest, 1988. Romániai Magyar Írók sorozat), Magvető Könyvkiadó, Budapest, 1981 (a Tények és tanúk sorozatban)

Fordításában jelent meg Ion Agârbiceanu Arhanghelii c. regénye (Arkangyalok. Bukarest, 1964).